# Anselmo de la Matta
Anselmo de la Matta (Sevilha, 30 de novembro de 1658 — redução de Candelária, por volta de 1732) foi um sacerdote jesuíta hispano-brasileiro.
Era arquiteto e escultor, tendo sido um dos reorganizadores da Redução de São Nicolau, nos Sete Povos, na segunda fundação da redução em 1687, e construtor da igreja do povoado, além de ser autor de obras de talha e escultura para a decoração deste templo. Sob sua influência São Nicolau tornou-se uma das mais importantes reduções dos Sete Povos, chegando a alto nível de desenvolvimento cultural e se tornando um centro produtor de peças de decoração sacra para outras reduções da região.